# Morrie Ryskind
Morrie Ryskind, född 20 oktober 1895 i Brooklyn, New York, död 24 augusti 1985 i Washington, D.C., var en amerikansk manusförfattare och dramatiker.

## Filmografi som manusförfattare (i urval)
- 1929 – Miljonärernas paradis
- 1930 – Muntra musikanter
- 1935 – Galakväll på Operan
- 1936 – Godfrey ordnar allt
- 1937 – Förbjuden ingång
- 1938 – Panik på hotellet
- 1941 – Första gången jag såg dej...